# Dropa
Les pedres dropa també coneguts com a Dropas, Drok-pa o  Dzopa , (xinès: 杜 立 巴) segons uns ufòlegs i pseudoarqueòlegs es diuen d'una sèrie de 716 discs de pedra circulars datant de fa dotze mil anys, als quals s'han trobat petits inscripcions que s'assemblen a una mena de jeroglífics. Cada disc té un diàmetre d'uns trenta centímetres i dues espirals concèntriques esmicolades, que ixen des del forat central. En la llegenda, són considerats oopart o artefactes fora de lloc que no corresponen al nivell de tecnologia de la cultura on se les van trobar.
És un hoax o llegenda moderna. El 1980, David Agamon (pseudònim de David A. Gamon) publica la novel·la Sungods in Exile (Déus del Sol exiliats), al qual conta la història d'un cert Karyl Robin-Evans que el 1947 fa una expedició a la muntanya molt aïllada de la regió de Bayan-Kara-Ula. Allà es va trobar amb una tribu d'uns centenars de «dropes», amb qui va viure mig any, estudiar la seva cultura i aprendre la seva llengua. Robin-Evans va tenir un infant amb una dona dropa. Les dropes li van contar que van aterrar fa molts anys i que provenien d'un planeta a la constel·lació de Sirius. En un article a la revista britànica Fortean Times especialitzada en històries estrambòtiques i pseudociència va revelar que tot el llibre era pura ficció. Per crear el personatge de Robin-Evans i la seva expedició es va inspirar d'una novel·la Les disques de Biem-Kara de l'escriptor de ciència-ficció francès Daniel Piret. Volia fer una paròdia de la pseudoarqueologia del popular Erich von Däniken. Tot i això, la llegenda queda molt popular als medis d'ufòlegs. Cap dels noms d'experts i professors de la llegenda sembla correspondre a persones reals.

## Argument de la llegenda
Les primeres traces escrites de la llegenda daten del 1960, en un article a la revista russa Literaturnaya Gazeta sobre les teories especulatives del matemàtic Matest M Agrest (1915-2005), adepte de la hipòtesi dels antics astronautes que en haurien portat la ciència. El 1938 un tal Chi Pu Tei (xinès: 齐福泰), un professor d'arqueologia a la Universitat de Pequín, i els seus estudiants feien una expedició per explorar les inaccessibles muntanyes de Bayan Kara Ula, prop del Tibet. Van examinar una sèrie de coves de les quals es suposava que eren un sistema de túnels i rebosts subterrànies artificials, la construcció de les quals atribuïen a una intervenció extraterrestre.
Els exploradors haurien trobat moltes tombes amb esquelets de baixa alçada amb caps anormalment grans i cossos petits, prims i fràgils. Un membre de l'equip va suggerir que aquests poguessin ser les restes d'una espècie desconeguda de goril·la de muntanya. El catedràtic llegendari Chi Pu Tei, ha respost : «Qui alguna vegada es va assabentar de micos enterrant l'un a l'altre?». No hi hauria cap epitafi a les tombes, però en canvi, haurien trobat uns centenars de discos d'una trentena de centímetres d'ample de pedra (dites «Pedres de Dropa») amb forats de dos centímetres d'ample al centre. A les parets s'haurien descobert tallats, els quadres del Sol naixent, la Lluna, estrelles, la Terra, muntanyes, i línies de punts que uneixen la terra amb el cel. Els discs i les pintures rupestres datarien d'aproximadament dotze mil anys.

### Pedres de Dropa
Cada disc de pedra té dos solcs fins que es mouen en espiral de la vora a un forat al centre del disc (potser a diferència del Disc de Festos). Es diu que van etiquetar els discos amb altres troballes de l'expedició i els van mantenir a la Universitat de Pequín durant vint anys. Tots els intents de desxifrar els discs van quedar vans.
Quan els discs van ser examinats pel llengendari doctor Tsum Um Nui, a Pequín al voltant de 1958, a diferència dels altres investigadors, hauria aconseguit concloure que cada solc en realitat consistia en una sèrie de diminuts jeroglífics d'origen i disseny desconeguts. Les files de jeroglífics eren tan petites que hauria estat necessària una lupa per veure'ls clarament. Molts dels jeroglífics havien estat desgastats per l'erosió. Quan el doctor Tsum hauria desxifrat suposadament els símbols, s'hauria revelat la història d'un aterratge forçós de la nau espacial Dropa i la matança de la major part dels supervivents per habitants del lloc.
Segons Tsum Um Nui, en una de les línies de jeroglífics es llegiria: «Els Dropa van venir dels núvols en la seva nau. Els nostres homes, dones i nens es van amagar a les coves deu vegades abans de l'alba fins que per fi van entendre els senyals dels Dropa i es van adonar que venien amb intencions de pau ... » Una altra secció expressa "pesar" dels habitants de la muntanya (tribu dels Ham) perquè els alienígenes havien estavellat la seva nau i no podien construir una altra per tornar al seu planeta.
Tsum hauria publicat un informe sobre seu descobriment el 1962. No obstant això, hauria estat pres en burla fins al punt que ell mateix s'hauria exiliat al Japó, on després moriria. Es diu que l'Acadèmia de Pre-Història de Pequín mai li hauria permès publicar o parlar de la seva troballa una altra vegada. El nom «Tsum Um Nu» no és un nom xinès real, per això alguns crítics suggereixen que ni tan sols hagi existit. Altres asseguren que Tsum Um Nui és un nom japonès adaptat a la llengua xinesa. A més de les seves teories sobre els Dropa, no hi ha més evidència que hagi existit.

### Desenvolupaments recents de la llegenda
Durant el 2007, una de les descendents de Tsum Um Nui, va revelar a la premsa que hauria trobat a can seva algunes mostres d'un dels esquelets trobats. Si bé les primeres anàlisis no van conduir a resultats concloents, aquests haurien quedat entre les pertinences de Tsum. L'octubre del 2007 es va revelar a la premsa l'existència d'aquestes mostres, als quals es va aplicar una anàlisi d'ADN que va desvelar que provenien de descendents híbrids a un remot poble a la Xina.
El 1965, Chi Pu Tei i quatre dels seus col·legues van revelar la seva teoria sota el títol de The Grooved Script Concerning Space-ships which, as recorded on the Discs, landed on Earth 12,000 years ago. Les fotos mostren que els discs Dropa eren, de fet, «discs Bi», dels quals milers han estat trobats pertot arreu de la Xina, sobretot a les províncies del sud-est del país. Els discos Bi poden mesurar des d'unes polzades a diversos peus, i comunament són fets de jade o nefrita, amb un petit forat rodó o quadrat al centre. La major part dels discos Bi daten del Neolític (segle XXX aC), però han estat trobats fins del període de la dinastia Shang. Els discos Bi que daten de més enllà del període Shang són en general més adornats, tallats amb dracs, serps i de vegades peixos, i usats en cerimònies rituals. La major part dels discos Bi del Neolític van ser trobats en tombes, enterrats sota el cap o els peus del difunt. Cap disc Bi conté escriptures o solcs en espiral com s'han descrit en la història Dropa per autors com Hartwig Hausdorf. Una fotografia en blanc i negre, que segons Hausdorf i altres pertany a un disc Dropa, mostra clarament un disc que descansa sobre un seient, amb diversos peus de diàmetre, desproveït de tota marca.

### La llegenda de les fotos de Wegerer
El 1974, Ernst Wegerer, un enginyer austríac, va fotografiar dos discs que coincidien amb les descripcions de les Pedres de Dropa durant una visita al Museu de Bampo a Xian. Wegerer va preguntar més informació. La directora no sabia res sobre les pedres; només va poder explicar-li la història completa d'altres artefactes d'argila. L'únic que sabia era que les pedres van ser «objectes de culte» sense importància. A Wegerer li haurien permès tenir un dels discos a la seva mà. L'enginyer va estimar que el disc pesava un quilo i mesurava treinta centímetres de diàmetre. Els jeroglífics no s'apreciaven en les seves fotografies perquè el flaix de la càmera no deixava veure els detalls fins, com els solcs en espiral. Uns pocs dies després de la visita de Wegerer, es diu que la directora va ser acomiadada del seu treball sense que se li expliquessin les raons. Així, ella i els dos discos haurien desaparegut, segons el professor Wang Zhijun, director del Museu de Bampo, el març de 1994. No s'ha trobat cap traça d'aquest Ernst Wegerer, Lles fotos ans al contrari són reals però només representen discs bi que eren un element d'un antic culte de serpents molt freqüent.